# برگ پیچ ایرانی
برگ پیچ ایرانی (نام علمی: Aethes persica) نام یک گونه از زیرخانواده برگ‌پیچیان است. برگ پیچ ایرانی توسط رازووسکی در سال ۱۹۶۳ کشف شده‌است. این گونه، اندمیک ایران است و در استان فارس یافت می‌شود.